# Nguyễn Thúy Hiền (thẩm phán)
Nguyễn Thúy Hiền (sinh ngày 20 tháng 6 năm 1960 tại Hà Nội), là nữ thẩm phán, Nguyên Phó Chánh án Tòa án nhân dân tối cao Việt Nam, và chính trị gia người Việt Nam, thành viên Hội đồng Thẩm phán Tòa án nhân dân tối cao. Từ 2008 đến 2015, bà là Thứ trưởng Bộ Tư pháp Việt Nam.

## Xuất thân
Bà sinh ra trong một gia đình trí thức. Bố là thầy giáo dạy tiếng Trung. Quê quán ở huyện Hưng Hà, tỉnh Thái Bình, nhưng lớn lên tại thị xã Phú Thọ, tỉnh Phú Thọ.

## Giáo dục
Tốt nghiệp chuyên ngành luật tại Đại Học Tổng Hợp Humboldt, Berlin, Cộng Hòa Liên Bang Đức, năm 1984. Sau đó, năm 2003, bà bảo vệ thành công bằng Tiến sĩ Luật tại trường Đại Học Tổng Hợp Hagen, Cộng Hòa Liên Bang Đức. Thông thạo tiếng Đức và tiếng Anh giao tiếp.
Chồng bà là ông Nguyễn Văn Thanh, Phó Tổng Thanh tra Chính phủ.

## Sự nghiệp
Bà bắt đầu làm việc tại Bộ Tư pháp từ tháng 12 năm 1984, nhiều năm công tác tại Vụ Pháp luật Dân sự - Kinh tế, trực tiếp tham gia soạn thảo Bộ luật Dân sự 1995, 2005, và nhiều văn bản pháp luật trong lĩnh vực dân sự kinh tế. Bà là chuyên gia pháp luật về dân sự.
Từ 1999 cho đến 2001, bà tham gia xây dựng chế định Đăng ký giao dịch bảo đảm và thành lập Cục Đăng ký giao dịch bảo đảm thuộc Bộ Tư Pháp, góp phần tăng cường đầu tư, thúc đấy sự phát triển của thị trường vốn và bảo đảm an toàn tín dụng.
Tính đến năm 2015, bà có gần 31 năm công tác tại Bộ Tư pháp Việt Nam. Bà được coi là một chuyên gia đầu ngành trong lĩnh vực tư pháp.
Từ ngày 12 tháng 9 năm 2008 đến ngày 29 tháng 7 năm 2015, bà là Thứ trưởng Bộ Tư pháp Việt Nam do thủ tướng Nguyễn Tấn Dũng bổ nhiệm.
Ngày 26 tháng 6 năm 2015, Quốc hội Việt Nam khóa 13 đã bỏ phiếu phê chuẩn đề nghị của Chánh án Tòa án nhân dân tối cao Trương Hòa Bình về việc bổ nhiệm bà làm Thẩm phán Tòa án nhân dân tối cao, với tỉ lệ đại biểu Quốc hội bỏ phiếu đồng ý phê chuẩn là 79,15%. Bà là một trong hai người không công tác trong ngành tòa án nhân dân được bổ nhiệm làm Thẩm phán Tòa án nhân dân tối cao, người kia là bà Nguyễn Thị Hoàng Anh, đại sứ đặc mệnh toàn quyền Việt Nam ở Cộng hòa liên bang Đức. Bà là ủy viên Ban cán sự Đảng Cộng sản Việt Nam Bộ Tư pháp, được Ban Cán sự này giới thiệu ứng cử.
Ngày 29 tháng 7 năm 2015, Thủ tướng Nguyễn Tấn Dũng quyết định cho bà thôi giữ chức Thứ trưởng Bộ Tư pháp Việt Nam (quyết định số 1177/QĐ-TTg).
Tháng 8 năm 2015, bà được Chủ tịch nước Việt Nam bổ nhiệm làm Phó Chánh án Tòa án nhân dân tối cao. Bà được Chánh án Tòa án nhân dân tối cao phân công phụ trách lĩnh vực hợp tác quốc tế, thông tin truyền thông, Tạp chí Tòa án nhân dân, Báo Công lý, hoạt động vì sự tiến bộ phụ nữ ngành tòa án, công đoàn. Trong lĩnh vực giám đốc, kiểm tra án, bà phụ trách lĩnh vực án dân sự.
Từ 01 tháng 07 năm 2020, bà nghỉ hưu theo chế độ.